# 赤松元祐
赤松 元祐（あかまつ もとすけ）は、室町時代中期から戦国時代にかけての武士。仮名は孫次郎。

## 略歴
赤松氏の庶流春日部家の出身で赤松貞祐の子。
文明2年（1470年）に父貞祐が没し家督継承。幕府に御供衆として仕えた。文亀2年（1502年）に口宣案にて伊豆守に任官された。将軍や幕府の有力者と密接な関係を築きあげ自身の勢力を保持に努めた。和歌、連歌、蹴鞠などにも精通しており細川千句にその名が散見される。